# Rheinstetten
Rheinstetten är en stad i Landkreis Karlsruhe i regionen Mittlerer Oberrhein i Regierungsbezirk Karlsruhe i förbundslandet Baden-Württemberg i Tyskland.
Kommunen bildades 1 januari 1975 genom en sammanslagning av kommunerna Forchheim, Mörsch och Neuburgweier. Kommunen fick stadsrättighet i januari 2000.